# Heide Park
Heide Park er en forlystelsespark i Soltau i Niedersachsen. Parken har et areal på over 850.000 m², hvilket gør den til en af de største forlystelsesparker i Tyskland og den største i Nordtyskland.
Forlystelsesparken er en del af den britisk ejede Merlin Entertainments.
Parken åbnede i 1978.

## Rutschebaner
| Navn              | Type                 | Maks højde | Længde | Maks hastighed                         | Producent | Indviet | Lukket |
| ----------------- | -------------------- | ---------- | ------ | -------------------------------------- | --------- | ------- | ------ |
| Big Loop          | Stålrutchebane       | 30 m       | 704 m  | 70 km/t                                | Vekoma    | 1983    | -      |
| Grottenblitz      | Selvdrevet vogn      | 6 m        | 370 m  | 45 km/t                                | Mack      | 1985    | -      |
| Schweizer Bobbahn | Bobslæde rutchebane  | 27 m       | 990 m  | 58 km/t                                | Mack      | 1994    | -      |
| Limit             | Svævende rutchebane  | 31 m       | 689 m  | 80 km/t                                | Vekoma    | 1999    | -      |
| Colossos          | Trærutchebane        | 60 m       | 1344 m | 126 km/t                               | Intamin   | 2001    | -      |
| Desert Race       | "Affyret" rutchebane | 19 m       | 650 m  | 102 km/t (accelerer 0-100 på 2,4 sek.) | Intamin   | 2007    | -      |
| Indy-Blitz        | Stålrutsjebane       | 4,5 m      | 128 m  | 23 km/t                                | Zierer    | 2008    | -      |
| Krake             | Stålrutchebane       | 41 m       | 467 m  | 105 km/t                               | B&M       | 2011    | -      |
| Flug der Dämonen  | Stålrutchebane       | 40 m       | 772 m  | 100 km/t                               | B&M       | 2014    | -      |

## Vandforlystelser
| Navn               | Type           | Maks højde | Længde | Producent |
| ------------------ | -------------- | ---------- | ------ | --------- |
| Mountain Rafting   | Rafting        | -          | 600 m  | Intamin   |
| Wildwasserbahn I   | Vandrutchebane | -          | 600 m  | Mack      |
| ToPiLauLa-Schlacht | Splash battle  | -          | 150 m  | Mack      |

## Shows
Der er syv shows hver dag. Disse er:
- Delfin Show
- Papegøje Show
- Sæl Show
- Pirat Show
- Hallo Spencer Show (lavet over et tysk børneprogram)
- Fulge Teater
- Komiker Teater